# Kathleen Vane
Kathleen (Kitty) Airini Vane (de soltera Mair; 22 de enero de 1891 - 1965) fue una pintora neozelandesa especializada en acuarelas y paisajes a la tempera. Muchos de sus cuadros se encuentran hoy en museos y galerías de arte de todo el mundo. Las obras que permanecen en Nueva Zelanda están incluidas en las colecciones de la internacionalmente conocida Galería Sarjeant, la Galería de Arte Público de Dunedin, el Museo de Whangārei, la Galería de Arte de Tauranga, Reyburn House (Whangarei) y los Archivos Nacionales de Nueva Zelanda (Alexander Turnbull). Dos retratos de Vane se encuentran en la colección de la Galería Nacional de Retratos de Londres.

## Biografía

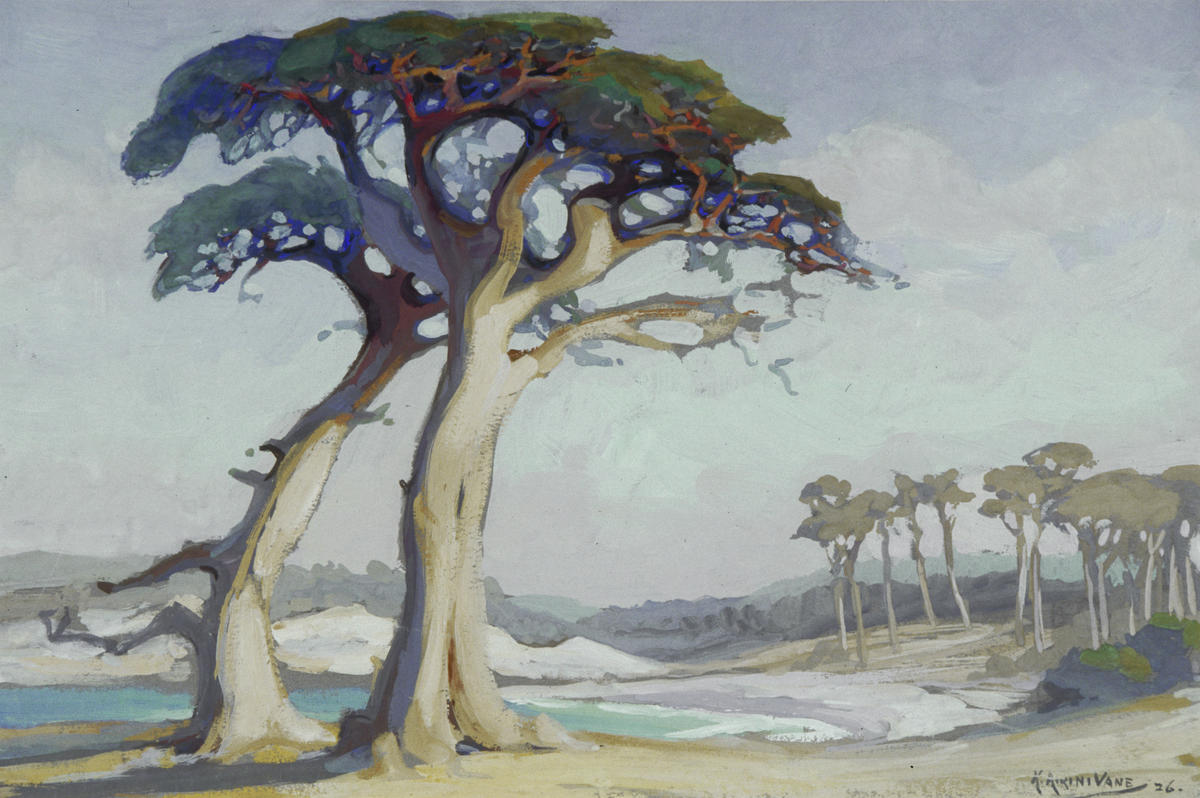
Atardecer, Ciprés de Monterey, California. 1926 - Galería Sarjeant

Vane nació en Wainuiomata, hija de Gilbert Mair y Eleanor Katherine (de soltera Sperry) Mair. Tuvo un hermano mayor, John Gilbert, que murió en la infancia. Su madre, una conocida retratista, murió cuando ella tenía tres años y fue criada por una enfermera escocesa. Asistió a un colegio privado, el Misses Bews' Ladies College de Mt Eden, Auckland, y también estudió arte.
La principal pasión artística de Vane era pintar árboles. Más adelante en su carrera artística, esto le valdría el apodo de la «dama pōhutukawa». En 1912 viajó a Londres, Inglaterra, y estudió en el Royal College of Art y en la Slade School of Fine Art.
Durante la Primera Guerra Mundial trabajó como enfermera auxiliar en Francia. Después de la guerra viajó y pintó mucho, exponiendo en Londres, París y Malta. En 1924, sus cuadros se expusieron en el Salón de París. En 1929, las obras de Vane fueron aceptadas por la Real Academia de Artes de Londres.
Durante la Segunda Guerra Mundial regresó a Nueva Zelanda. Pasó la mayor parte del tiempo de guerra en la ciudad de Tauranga. Vane abandonaría Nueva Zelanda tras la guerra, pero regresaría de nuevo en 1953, esta vez para jubilarse. Vane terminaría su carrera como pintora cuatro años después, en 1956, tras un accidente. Murió en Laings Beach (ahora Langs Beach), cerca de Mangawhai, Northland, en 1965.

## Vida personal

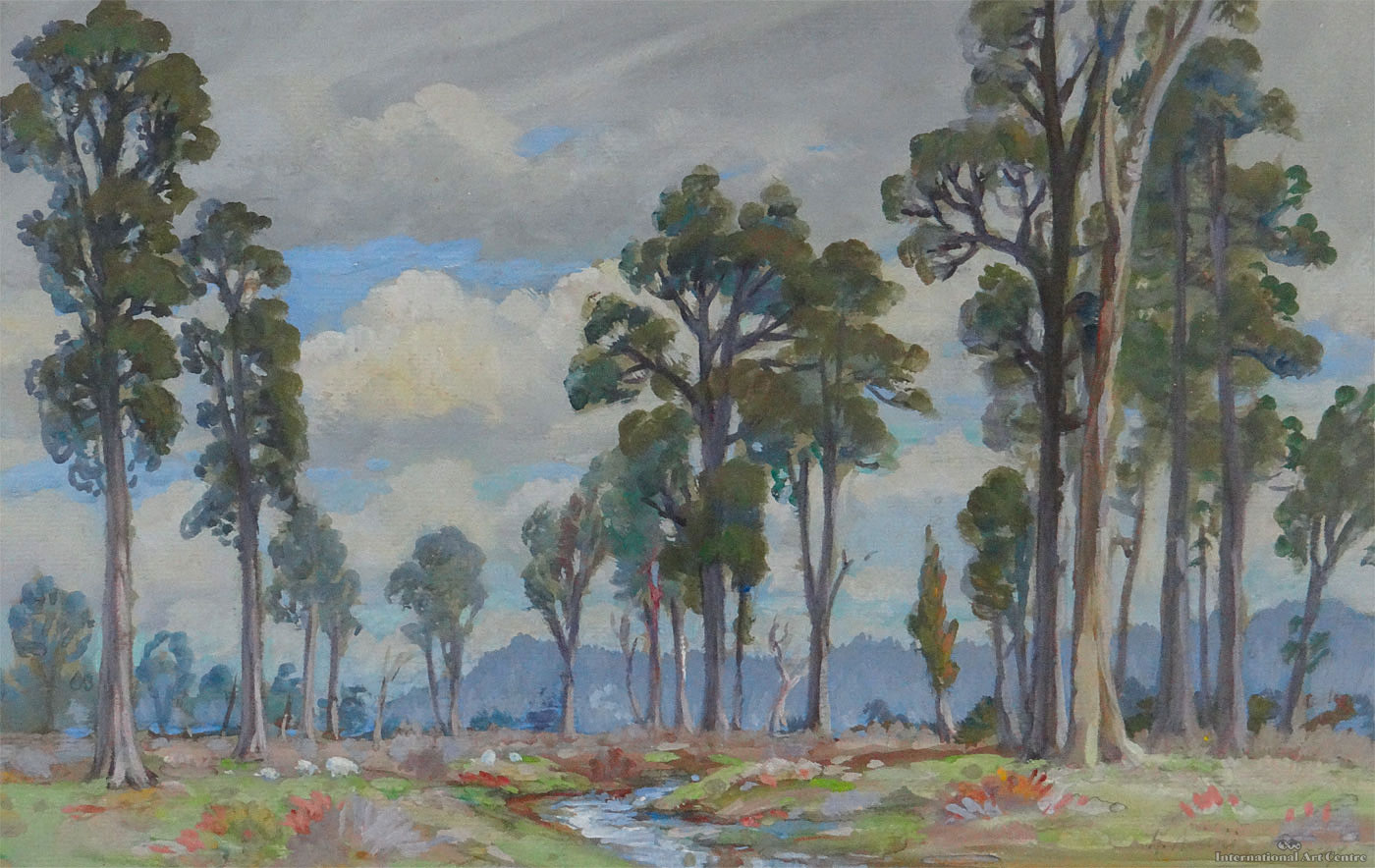
Árboles. 1947 - Centro Internacional de Arte

Vane era una figura social muy activa en la sociedad londinense, y solía frecuentar la Alta Comisión de Nueva Zelanda en Londres junto a su compatriota y escritora Jane Mander. También formó parte de la fiesta de despedida en el Westminster Palace Hotel, que despidió a Arthur Foljambe, II Conde de Liverpool.
En 1917 se casó con Ralph Frederick Vane, hijo de Lord y Lady Barnard del castillo de Raby (Inglaterra). Los periódicos londinenses cubrieron ampliamente la ceremonia. Murió en 1928.